# (38628) Huya
(38628) Huya – planetoida, obiekt transneptunowy z pasa Kuipera, obiekt typu plutonek.

## Odkrycie
Planetoida została odkryta 10 marca 2000 w CIDA Observatory w Meridzie przez Ignacio Ferrina. Otrzymała ona najpierw oznaczenie prowizoryczne 2000 EB173.
Nazwa oficjalna tej planetoidy pochodzi od bóstwa deszczu indiańskiego ludu Wayúu, który zamieszkuje w Wenezueli i Kolumbii. W czasie odkrycia Huya była największym i najjaśniejszym obiektem transneptunowym.

## Orbita
Orbita planetoidy Huya jest nachylona do płaszczyzny ekliptyki pod kątem 15,46°. Na jeden obieg wokół Słońca ciało to potrzebuje 249,47 roku, krążąc w średniej odległości 39,63 au od Słońca. Średnia prędkość orbitalna tej planetoidy to ok. 4,65 km/s.

## Właściwości fizyczne
Huya ma średnicę szacowaną na ok. 406 km. Jego albedo wynosi 0,083, a jasność absolutna to 5,04m. Średnia temperatura na jej powierzchni sięga ok. 44 K.

## Księżyc planetoidy
12 lipca 2012 poinformowano o zaobserwowaniu naturalnego satelity tej planetoidy. Odkrycia dokonano za pomocą teleskopu Hubble’a. Jak się ocenia, księżyc ten ma rozmiary ok. 213 km i znajduje się w średniej odległości 1740 km od głównego składnika. Oba obiekty okrążają wspólny środek masy w czasie ok. 3,2 dnia.